# Joana Maria Gorvin
Joana Maria Gorvin   (Sibiu, 30 de setembre de 1922 - Klosterneuburg, 2 de setembre de 1993) va ser una actriu d'origen romanès.
Va assolir la fama actuant durant la Segona Guerra Mundial al Staatstheater Berlín. Posteriorment actuà als principals teatres de Múnic, Berlín, Zúric o Düsseldorf, entre d'altres. El 1959 es convertí en una de les actrius amb més renom del Deutsches Schauspielhaus Hamburg. Va ser admirada pel seu talent interpretatiu i per la seva veu cristal·lina.
El 1955 va rebre la ciutadania austríaca i va anar a viure a Klosterneuburg. Des de 1978, va aparèixer diverses vegades al Festival de Salzburg. El seu darrer paper va ser el 1992/93 en una peça de Botho Strauss.
Va morir a Klosterneuburg d'una hemorràgia cerebral i va ser enterrada, segons els seus desitjos, a Berlín. La seva tomba es troba al cementiri forestal de Dahlem. La llosa de granit negre porta la inscripció llatina Quod mortale fuit hic situm est.